# 小泉智貴
小泉 智貴（こいずみ ともたか、1988年 - ）は、日本のファッションデザイナー。

## 経歴
千葉県生まれ。 2011年、千葉大学教育学部美術科在学中に製作したコレクションがセレクトショップオーナーの目にとまったこを機にに「TOMO KOIZUMI(トモコイズミ)」を立ち上げる。2012年、富永愛モデルデビュー15周年記念の写真集「SUPER Ai Tominaga」にて、富永愛がトモ コイズミのコスチュームを着用。2016年、レディー・ガガ（Lady GaGa）が来日時にトモ コイズミのアイテムを着用。国内外で一気に話題となる。2019年、マークジェイコブスらの支援のもと、初となるファッションショーをニューヨークで開催。2020年10月、香港を代表するショッピングモール「ハーバーシティ」とコラボレーション。2021年、東京オリンピックの開会式の国歌斉唱の際、MISIAが「トモ コイズミ」のドレスで君が代を歌った。同年、イタリアの高級ブランドEmilio Pucciとコラボしカプセルコレクションを発表した。2023年、ドルチェ＆ガッバーナの支援を受け、トモ コイズミは2023-24年 秋冬 ミラノコレクションファッションウィークでコレクションを初めて発表。また同年、東京、パリ、シンガポールでもコレクションを発表。コレクションピースの一部はNYやメルボルンの美術館に所蔵されている。

## 人物
14歳の時、2003年秋のクチュールコレクションのジョン・ガリアーノのフラメンコの写真に影響を受け、中学生のときから独学でファッションデザインや縫製を始める。高校在学時にコスチュームデザイナーのアシスタントを経験。趣味は読書、油絵。尊敬している人は、 ジョン・ガリアーノ、ケイティ・グランド。

## 受賞
- 第37回 毎日ファッション大賞　選考委員特別賞、BoF500選出 (2019年9月)[10][11]

- LVMHプライズ優勝者に選出 (2020年)[12]
- 第39回 毎日ファッション大賞　大賞 (2021年)[13][14][15][16]
- 第5回 FASHION PRIZE OF TOKYO (2022年)[17]